# オズモンド・フィシャー
オズモンド・フィシャー（Osmond Fisher、1817年11月17日 - 1914年7月12日）は、イギリスの地質学者、地球物理学者である。

## 生涯
ドーセット州 Osmington で生まれた。ノーフォーク州の地形学、地層学、ドーセット州の無脊椎動物の化石の研究を行った。
1881年に『地球の地殻の物理学』(Physics of the Earth’s Crust) を著し、地球の内部の溶体の対流によってプレート・テクトニクスのメカニズムを説明した。アレクサンダー・フォン・フンボルト以来の大陸移動説の歴史で重要な説であったが、アルフレート・ヴェーゲナーがあらわれるまで無視されていた。
また月が地球から分離してできたという説を主張し、太平洋は月が分離した痕であるとしたが、月と太平洋の海底の地殻の化学成分は異なり、また海底の地殻の年齢が月の年齢よりも若いことから否定されている。

## 受賞歴
- 1893年: マーチソン・メダル（ロンドン地質学会）
- 1913年: ウォラストン・メダル（ロンドン地質学会）